# Thần số học

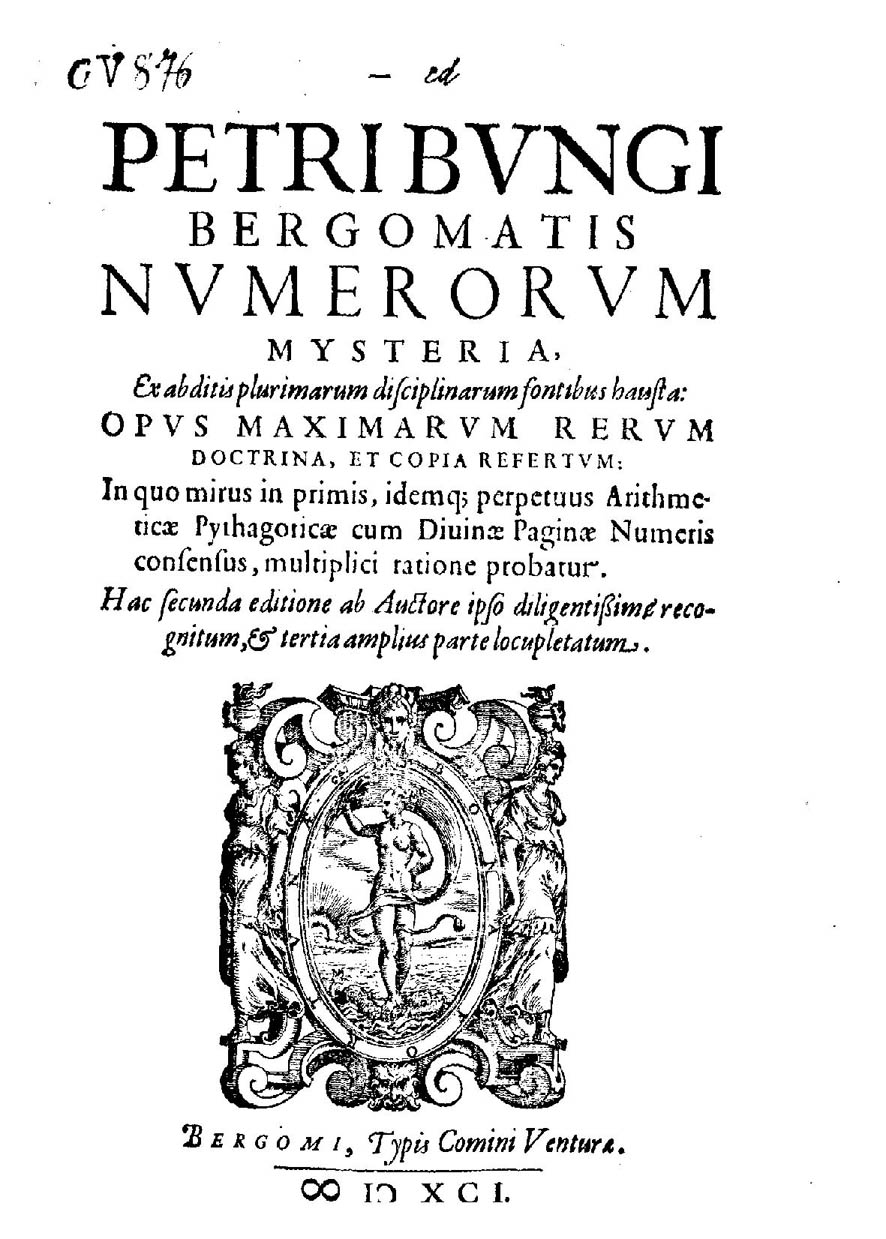
Sổ bí mật (Numerorum mysteria) (1591), một chuyên luận về số học của Pietro Bongo và là công trình có ảnh hưởng nhất của ông ở châu Âu..

Thần số, thần số học hay còn gọi là số bí thuật là niềm tin ngụy khoa học vào mối quan hệ tín ngưỡng thần thánh và thần bí giữa các chữ số và sự kiện. Tư tưởng này cũng điều tra về sự tương quan giữa số của các chữ cái trong danh xưng với những thứ mang tính tinh thần. Tư tưởng này thông thường liên quan với siêu linh, cùng với thuật chiêm tinh và các nghệ thuật bói toán tương tự khác.
Những người theo môn này đặt niềm tin vào các dạng số và rút ra các kết luận giả khoa học từ chúng, ngay cả khi những người đó không thực hành số học truyền thống. Ví dụ, trong cuốn sách Numerology: Or What Pythagoras Wrought năm 1997, nhà toán học Underwood Dudley sử dụng thuật ngữ này để thảo luận về những người thực hành nguyên lý sóng Elliott trong phân tích thị trường chứng khoán.

## Lịch sử
Pythagoras và các nhà triết học khác thời đó tin rằng bởi vì các khái niệm toán học "thực tế" hơn (dễ điều chỉnh và phân loại) hơn các khái niệm vật lý, chúng có tính thực tế cao hơn. Thánh Augustinô thành Hippo (354–430 sau Công nguyên), đã viết: "Các con số là ngôn ngữ phổ quát do thần linh cung cấp cho con người như một xác nhận của sự thật."  Tương tự như Pythagoras, anh ta cũng tin rằng mọi thứ đều có các mối quan hệ số và tùy thuộc vào tâm trí để tìm kiếm và điều tra bí mật của những mối quan hệ này hoặc để chúng được tiết lộ bởi ân sủng của thần thánh.
Vào năm 325 sau Công nguyên, theo Hội đồng Nicaea lần thứ nhất, việc rời bỏ tín ngưỡng của nhà thờ nhà nước bị coi là vi phạm dân sự trong Đế chế La Mã. Numerology đã không nhận được sự ủng hộ của giới cầm quyền Cơ đốc thời đó và được giao cho lĩnh vực tín ngưỡng không được chấp thuận cùng với chiêm tinh học và các hình thức bói toán và "ma thuật" khác.  Bất chấp cuộc thanh trừng tôn giáo này, ý nghĩa tâm linh được gán cho những con số "thiêng liêng" trước đây đã không biến mất; Một số con số, chẳng hạn như " số Chúa Giêsu " đã được Dorotheus ở Gaza bình luận và phân tích và số học vẫn được sử dụng ít nhất trong giới Chính thống Hy Lạp bảo thủ. Tuy nhiên, bất chấp sự phản đối của nhà thờ đối với thuật số học, đã có những lập luận được đưa ra về sự hiện diện của thuật số học trong Kinh thánh và kiến trúc tôn giáo.
Một số lý thuyết giả kim có liên quan chặt chẽ đến số học. Ví dụ, nhà giả kim thuật người Ba Tư-Ả Rập Jabir ibn Hayyan đã đóng khung các thí nghiệm của mình trong một phép số học phức tạp dựa trên tên của các chất trong ngôn ngữ Ả Rập.
Thần số học nổi bật trong Diễn văn văn học năm 1658 của Sir Thomas Browne, The Garden of Cyrus. Trong suốt các trang của nó, tác giả cố gắng chứng minh rằng số năm và mẫu Quincunx liên quan có thể được tìm thấy trong nghệ thuật, trong thiết kế và trong tự nhiên - đặc biệt là thực vật học.
Thần số học hiện đại có nhiều tiền nhân khác nhau. Cuốn sách của Ruth A. Drayer, Numerology, The Power in Numbers nói rằng vào khoảng đầu thế kỷ 20 Mrs. L. Dow Balliett đã kết hợp công việc của Pythagoras với tài liệu tham khảo trong Kinh thánh. Học trò của Balliett, Juno Jordan, đã giúp số học trở thành hệ thống ngày nay được gọi là Pythagore, mặc dù bản thân Pythagoras không liên quan gì đến hệ thống này, bằng cách xuất bản cuốn "The Romance in Your Name" vào năm 1965, cung cấp một hệ thống để xác định cái mà ông gọi là những ảnh hưởng chính của thần số học đối với tên và ngày tháng năm sinh vẫn được sử dụng cho đến ngày nay. Các 'nhà số học' khác bao gồm Florence Campbell (1931), Lynn Buess (1978), Mark Gruner (1979), Faith Javane và Dusty Bunker (1979), Kathleen Roquemore (1985) đã mở rộng việc sử dụng thần số học để đánh giá tính cách hoặc sự kiện. Các trường phái thần số học khác nhau này đưa ra nhiều phương pháp khác nhau để sử dụng thần số học.

## Ngụy khoa học
Những người hoài nghi môn này cho rằng những con số không có ý nghĩa huyền bí và bản thân nó không thể ảnh hưởng đến cuộc sống của một người. Do đó, những người hoài nghi coi môn số học là một thứ mê tín dị đoan và một thứ khoa học giả sử dụng những con số để tạo cho đối tượng một vẻ đẹp về thẩm quyền khoa học.
Ít nhất hai nghiên cứu đã điều tra các tuyên bố về số học, cả hai đều cho kết quả phủ định: một ở Anh vào năm 1993, và một vào năm 2012 ở Israel. Thí nghiệm ở Anh với 96 người và không tìm thấy mối tương quan nào giữa con số 7 và khả năng ngoại cảm được báo cáo của bản thân. Thử nghiệm ở Israel có sự tham gia của một nhà nghiên cứu số học chuyên nghiệp và 200 người tham gia, và được thiết kế để kiểm tra tính hợp lệ của chẩn đoán số học về các khuyết tật học tập, như chứng khó đọc và ADHD, và chứng tự kỷ. Thí nghiệm được lặp lại hai lần và vẫn cho kết quả phủ định.
Trong nghiên cứu Khám Phá Mối Liên Hệ Giữa Thần Số Học và Nghề Ca Sĩ được DPS MEDIA thực hiện vào 22/12/2023, bằng cách thu thập và phân tích dữ liệu từ 1,718 ca sĩ qua nhiều thập kỷ. Trong số 1,718 ca sĩ được nghiên cứu, cho thấy không có xu hướng hay mẫu số chung nào xuất hiện giữa các số liệu thần số học và sự thành công hay phong cách âm nhạc của họ.

## Phương pháp

### Hệ thống bảng chữ cái
Có nhiều hệ thống số học khác nhau gán giá trị số cho các chữ cái trong bảng chữ cái. Các ví dụ bao gồm chữ số Abjad bằng tiếng Ả Rập, chữ số tiếng Do Thái, chữ số Armenia và chữ số Hy Lạp. Thực hành trong truyền thống của người Do Thái về việc gán ý nghĩa thần bí cho các từ dựa trên các giá trị số của chúng và dựa trên mối liên hệ giữa các từ có giá trị ngang nhau, được gọi là gematria.

### Hệ thống bảng chữ cái Latinh
Có nhiều hệ thống số học khác nhau sử dụng bảng chữ cái Latinh. Các phương pháp giải thích khác nhau tồn tại, bao gồm Chaldean, Pythagorean, Hebraic, phương pháp của Helyn Hitchcock, Phiên âm, Nhật Bản, Ả Rập và Ấn Độ.

### Hệ thống Pythagoras
Phương pháp này có thể được gọi là phương pháp thần số học phương Tây hoặc phương pháp thần số học Pitago. Pythagoras, nhà toán học và triết học người Hy Lạp sống từ năm 569–470 trước Công nguyên, được biết đến như là cha đẻ của môn số học phương Tây.  Pythagoras bắt đầu lý thuyết về các con số của mình bằng cách khám phá ra mối quan hệ giữa các con số và các nốt nhạc. Ông phát hiện ra rằng dao động trong các nhạc cụ dây có thể được giải thích bằng toán học. Phương pháp Pythagore sử dụng tên và ngày sinh của một cá nhân. Số tên tiết lộ bản chất bên ngoài của cá nhân. Đây là tính cách mà họ thể hiện với thế giới bên ngoài. Để bắt đầu, bạn cần sử dụng tên đầy đủ của cá nhân như được ghi trên giấy khai sinh của họ. Sau đó, mỗi chữ cái được gán cho một số từ một đến chín, dựa trên hệ thống Pitago cổ đại. Các số được gán cho các chữ cái trong bảng chữ cái Latinh như sau:
- 1 = a, j, s,
- 2 = b, k, t,
- 3 = c, l, u,
- 4 = d, m, v,
- 5 = e, n, w,
- 6 = f, o, x,
- 7 = g, p, y,
- 8 = h, q, z,
- 9 = i, r,

Tiếp theo, cộng tất cả các số được liên kết với mỗi chữ cái trong tên khai sinh đầy đủ của bạn. Sau đó, con số được giảm đi cho đến khi bạn nhận được một chữ số.